# Chiméra (mytologie)
Chiméra (latinsky Chimaera, řecky Chimaira) je v řecké mytologii dcerou stohlavého obra Týfóna a Echidny, napůl ženy, napůl hada. Sama je fantastická nestvůra.
Chiméra měla zpředu podobu lva, v prostředku divoké kozy a zezadu draka. Její tři tlamy dštily oheň. Podle řeckých bájí žila v Lykii, konkrétně ve vulkanické rokli Kragu. Tam střežila vchod do podsvětí. Člověka okamžitě ucítila, vylezla ze svého doupěte a chrlila na něj oheň. O jejích konkrétních obětech není více známo, ví se ale, že ji zabil Bellerofontés, který přiletěl na okřídleném koni Pégasovi a Chiméru zasáhl několika smrtícími šípy z bezpečné výšky. První šíp ji jenom zranil, zaútočila na něj znovu ohněm svých tří tlam, bušila dračím ocasem, vysoko za ním vyskakovala, až se země otřásala a skály pukaly. Bellerofón však dal na hrot svého kopí olovo, to se v plamenném chřtánu obludy roztavilo a spálilo jí vnitřnosti.
Sourozenci Chiméry byli:
- Orthos – dvouhlavý pes
- Kerberos – tříhlavý podsvětní pes
- Sfinx – obluda se ženskou hlavou, lvím tělem a ptačími křídly
- Hydra – obluda s hadím tělem a devíti dračími hlavami

Slovo chiméra zůstává i v novodobém slovníku jako synonymum přeludu, vidiny, klamné představy, něčeho nereálného.

## Odraz v umění
- Chiméra, ač obludná, bývala často antickými umělci zobrazována. Nejznámější byla bronzová socha Chiméra z Arezza, vynikající dílo etruského umělce z 5. stol. př. n. l. (v Archeologickém muzeu ve Florencii)
- Album norské black metalové skupiny Mayhem nese název Chimera.

## Galerie

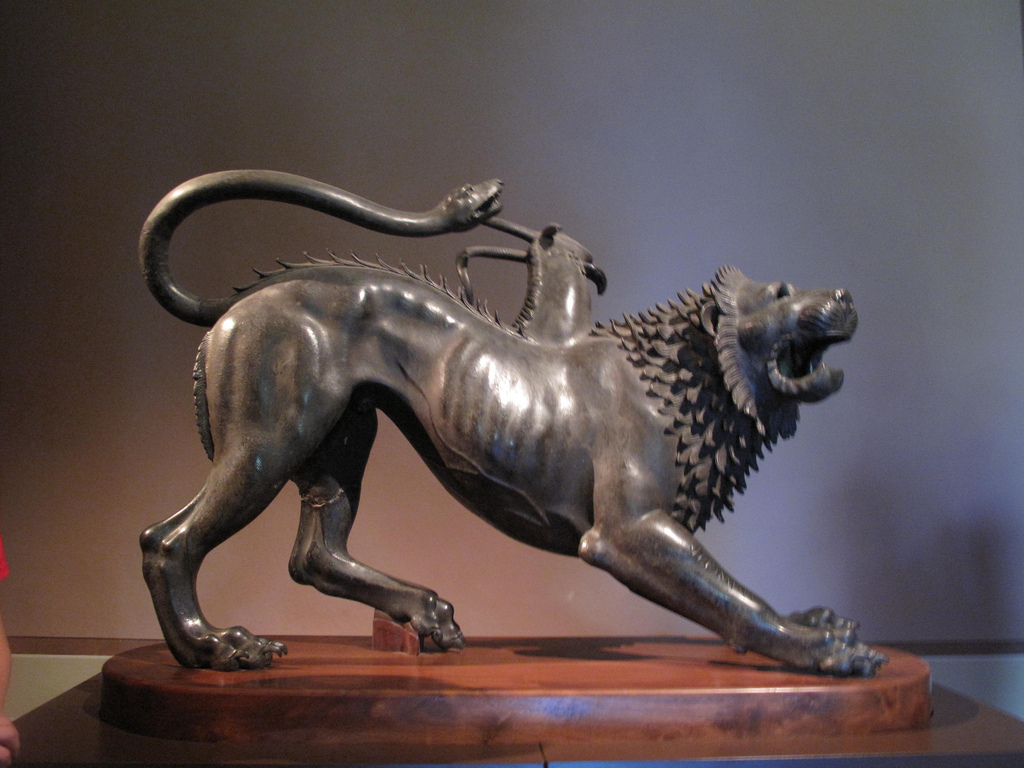
Chiméra z Arezza
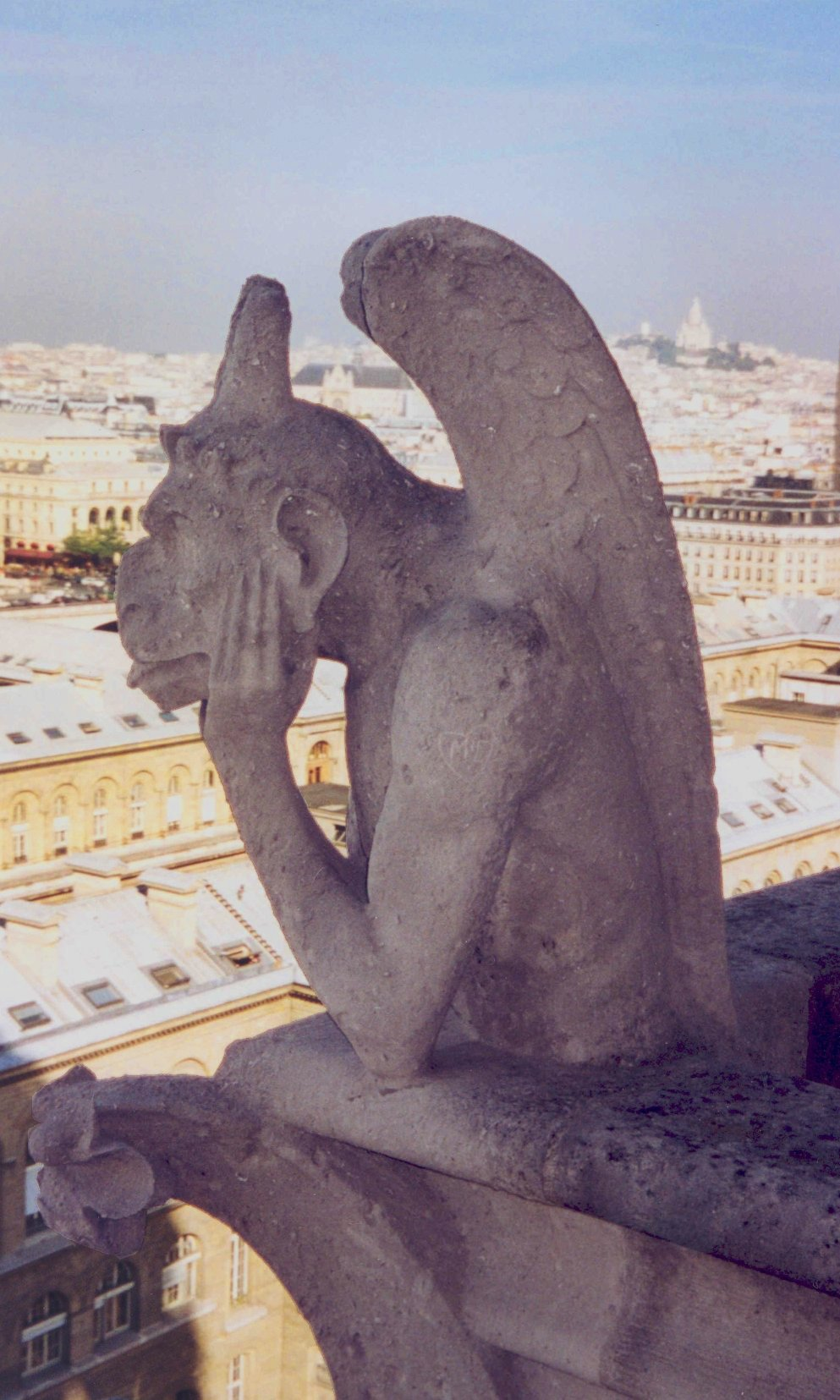
Chiméra – Notre Dame Paříž
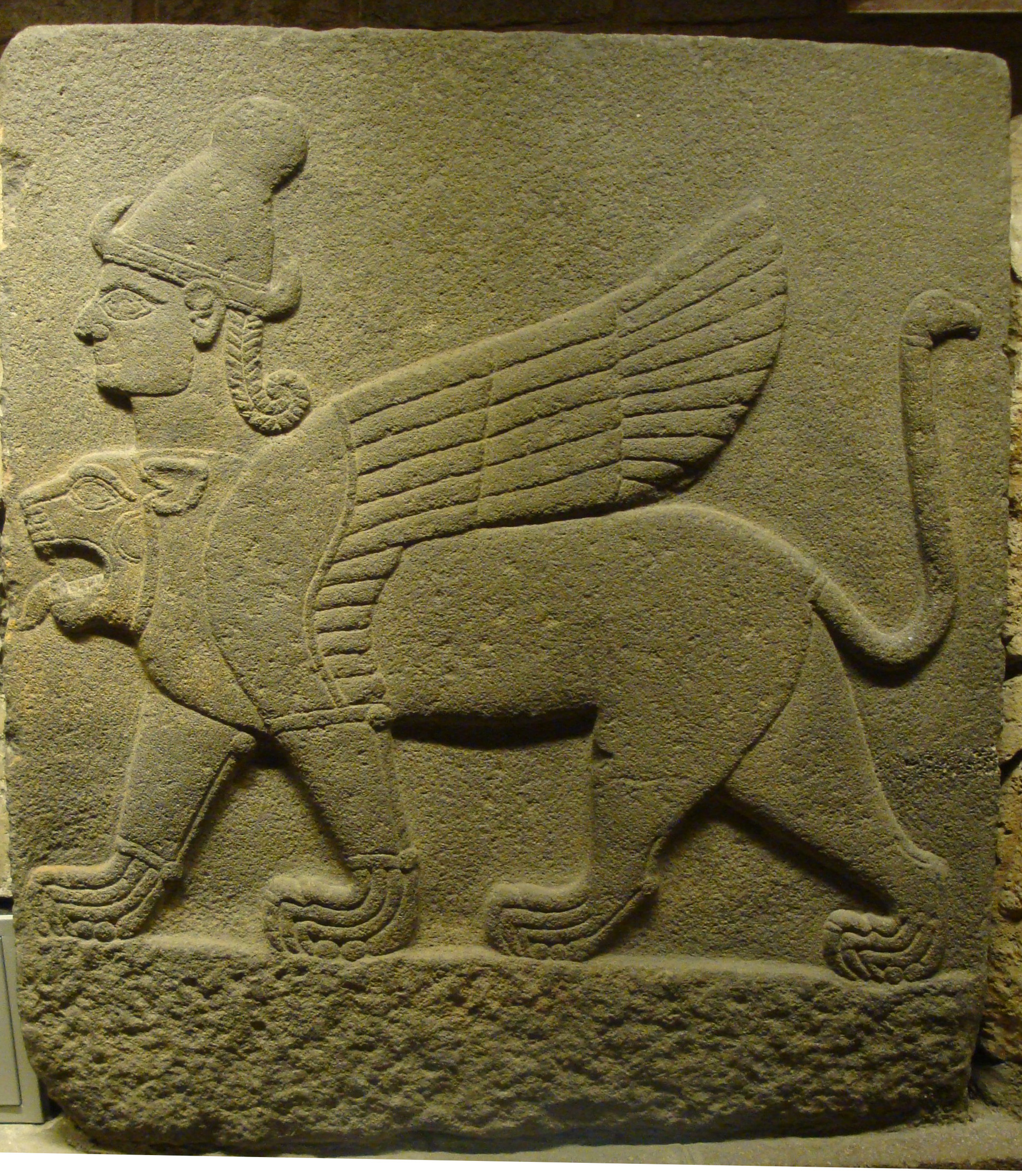
Novochetitská chiméra z Karchemiš (Anatolské muzeum, Ankara)